# Upplands runinskrifter 743
Upplands runinskrifter 743 är ett nu försvunnet vikingatida fragment av en ristad sten i Myrby, Boglösa socken och Enköpings kommun. Ristningen är rent ornamental. Endast en del av ornamentiken fanns bevarad på 1600-talet.